# Gospa Kineska
Gospa Kineska (pinyin Zhōnghuá Shèngmǔ, engleski Our Lady of China) je naslov Marije, majke Isusa Krista, te ime za njezino ukazanje u Donglüu, koje Rimokatolička crkva smatra vjerodostojnim.
Službenu sliku Gospe je blagoslovio papa Pio XI. 1928. Godine 1973. odlučeno je da će se Gospa slaviti dan prije Majčina dana.
Nekoliko je crkava, kapela i pastroralnih centara posvećeno Gospi od Kine, koja se slavi i u SAD-u. Također, uspoređuje ju se s Guanjin, božicom milosti koju štuju budisti.